# Шаиновићи
Шаиновићи су насељено мјесто у општини Пале, Федерација Босне и Херцеговине, Босна и Херцеговина.

## Становништво
|             | 2013.        | 1991.         | 1981.        | 1971.         |
| Укупно      | 111 (100,0%) | 200 (100,0%)  | 162 (100,0%) | 237 (100,0%)  |
| Бошњаци     | 108 (97,30%) | 142 (71,00%)1 | 99 (61,11%)1 | 140 (59,07%)1 |
| Срби        | 3 (2,703%)   | 49 (24,50%)   | 59 (36,42%)  | 97 (40,93%)   |
| Остали      | –            | 8 (4,000%)    | –            | –             |
| Југословени | –            | 1 (0,500%)    | 4 (2,469%)   | –             |

1. 1 На пописима од 1971. до 1991. Бошњаци су пописивани углавном као Муслимани.